# Agathe de La Fontaine
Agathe de La Fontaine (París, 27 de marzo de 1972) es una actriz francesa de cine y televisión.

## Biografía
Nació en París el 27 de marzo de 1972. Inició su carrera a comienzos de la década de 1990, registrando apariciones menores en películas francesas. En 1994 interpretó el papel de Angélica en el seriado Fantaghirò, y dos años después figuró en la miniserie La nouvelle tribu. Otros papeles en cine incluyen producciones como Train de vie (1998), la cual ganó el premio de la audiencia en el Festival de Cine de Sundance junto con Run Lola Run; Love in Paris, secuela del filme Nueve semanas y media, y Yo amo a Andrea, película en la que compartió el papel protagónico con Francesca Neri y Francesco Nuti.
En 2007 interpretó el papel de Inés en el filme Le Scaphandre et le Papillon. Estuvo casada con el reconocido exfutbolista Emmanuel Petit.

## Filmografía destacada
- 2007 - Le Scaphandre et le papillon, Inès
- 2000 - Yo amo a Andrea, Francesca
- 1998 - Train de vie, Esther
- 1997 - Love in Paris, Claire
- 1995 - La Nouvelle Tribu, Victoria
- 1994 - Louis 19, le roi des ondes
- 1994 - Killer Kid, Isabelle
- 1994 - Jeanne
- 1994 - Fantaghirò, Angélique